# Bernhard Behrens
Bernhard Friedrich Behrens (* 6. Februar 1847 in Middelswarfen, Oldenburg; † 12. September 1931 in Niederpoyritz) war ein deutscher Kaufmann, Hofrat und konservativer Politiker.

## Leben

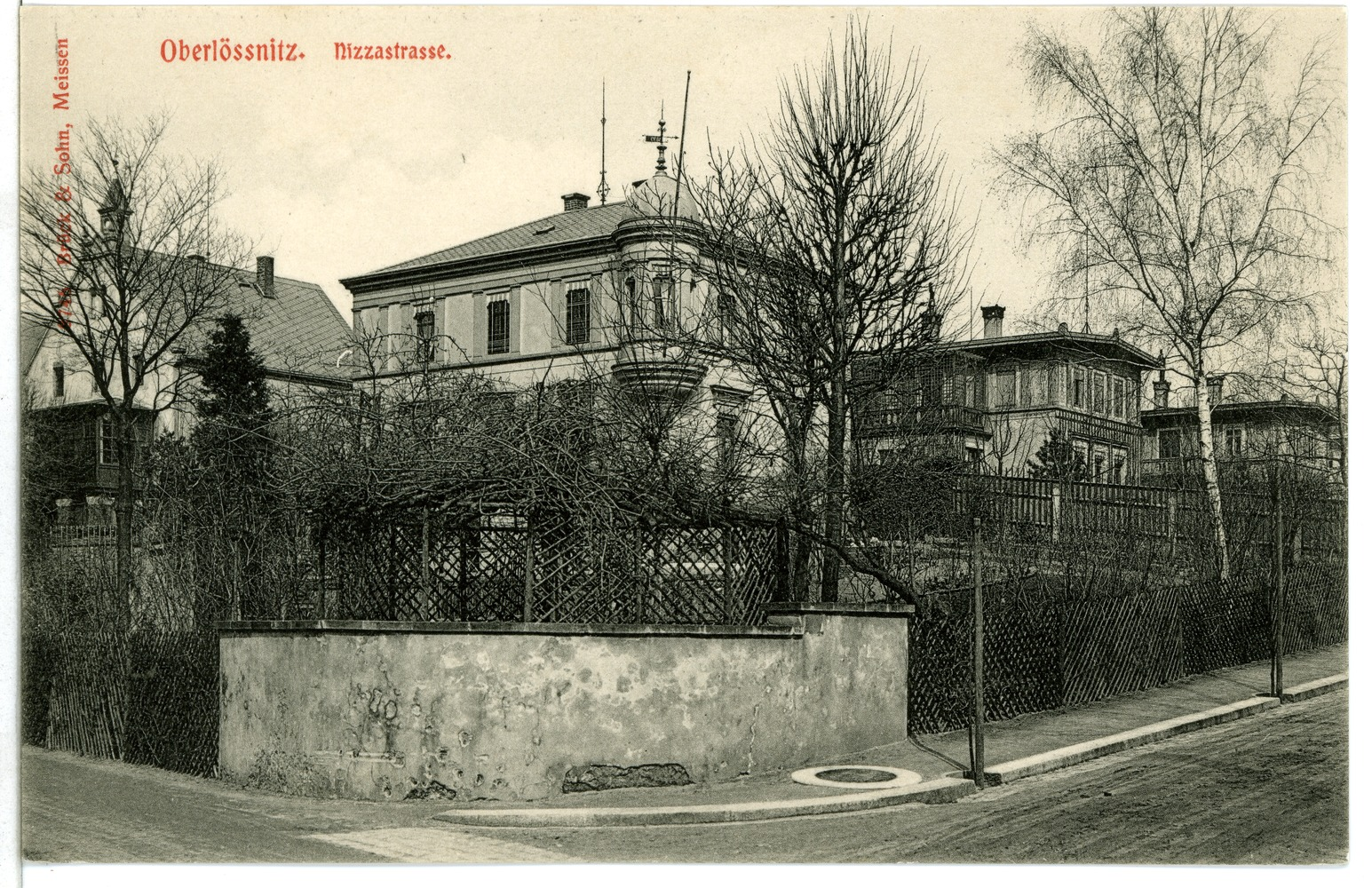
Links neben dem Eckhaus Nizzastraße 7 steht das Heim von Behrens (1907)

Nach dem Besuch des Gymnasiums in Jever machte Behrens eine Kaufmannslehre und arbeitete anschließend als Kaufmann in verschiedenen Städten Deutschlands. Ab 1875 betrieb er in Dresden die Firma Bernh. Behrens, Manufaktur- und Modewaren einschließlich eines Konfektionsgeschäfts für Damenmoden. Um 1896 verkaufte er dieses an Alfred W. Lewenstein, der es als Bernh. Behrens Nachf. weiterführte. Im Oktober 1896 zog Behrens nach Oberlößnitz in die heutige Lößnitzgrundstraße 4 (ehemals als Grundstraße 4, Villa Jever), wo er, ebenso wie in Kötzschenbroda, seine weiteren Geschäfte betrieb.
Behrens war von 1886 bis zum September 1896 Stadtverordneter in Dresden, unter anderem als Mitglied des Rechtsausschusses (1889–1896). Von 1891 bis 1923 war Behrens Vorsitzender des Vereins zur Förderung Dresdens und des Fremdenverkehrs, ab etwa 1900 Mitglied des Handelsgerichts am Landgericht Dresden und ab 1911 Syndikus der Generaldirektion des Königlichen Theaters.
Von 1895 bis 1907 war er für den Konservativen Landesverein Abgeordneter des Landtags im Königreich Sachsen für den Wahlkreis Stadt Dresden 2, von 1908 bis 1909 für den Wahlkreis Stadt Dresden 5.
Der Hofrat Behrens trug im Jahre 1915 die folgenden Auszeichnungen: Ritterkreuz I. Klasse mit Krone des Albrechtsordens, die Kriegsdenkmünze für die Feldzüge 1870–71 und die Landwehrdienstauszeichnung.